# Тинтобе
Тинтобе́ (каз. Тыңтөбе) — село у складі Сариагаського району Туркестанської області Казахстану. Входить до складу Капланбецького сільського округу.
До 2008 року село називалося Цілина.
Населення — 271 особа (2021; 245 у 2009, 409 у 1999, 187 у 1989).